# Будинок Ф. Бордоноса
Будинок Ф. Бордоноса або Будинок, в якому проживав Леонід Глібов — пам'ятка історії місцевого значення в Ніжині. Нині житловий будинок.

## Історія
Рішенням виконкому Чернігівської обласної ради народних депутатів від 31.05.1971 № 286 надано статус «пам'ятника історії місцевого значення» з охоронною № 120 під назвою «Будинок, в якому проживав видатний український поет-байкар, земський діяч Л. І. Глібов». На будинку встановлено інформаційну дошку.

## Опис
Будинок збудований на початку ХІХ століття — на розі сучасних вулиць Міщанської та Тупого провулка — поряд з будинком Ніжинської міської думи (управи). Одноповерховий, дерев'яний на цегляному фундаменті, рубаний, обклеєний, оштукатурений, Г-подібний у плані будинок, асиметричний фасад, з чотирисхилим дахом. Площа — 223,8 м². Горизонтальна лінія карнизу прикрашена різьбленням, вікна з лиштвами та сандриками.
Будинок належав батькові дружині Леоніда Глібова священикові Ф. Бордоносу. У цьому будинку у період 1852—1855 років жив поет Леонід Глібов. У цей період він навчався у Ніжинському юридичному ліцеї, займався літературною творчістю, брав участь у студентських аматорських виставах. У період 1863—1867 років також тут мешкав під наглядом поліції після звільнення його від педагогічної роботи у Чернігові за зв'язок із демократичними організаціями. Востаннє Леонід Глібов у цьому будинку зупинявся 1881 року, коли приїжджав до Ніжина на відкриття пам'ятника Гоголю.